# Дзержинское шоссе
Дзержи́нское шоссе́ — автодорога, соединяющая города Дзержинский и Котельники с Московской кольцевой автомобильной дорогой и трассой М5 «Урал». Начинается в Дзержинском как улица Академика Жукова, на пересечении с Новорязанским шоссе переходит в Смирновскую улицу города Люберцы.
Шоссе имеет 2 основные развязки на МКАД: ул. Энергетиков — МКАД — Капотня и ул. Верхние Поля — МКАД — Новоегорьевское шоссе. В 2008—2009 годах произведена модернизация шоссе — положено новое покрытие, а проезжая часть расширена. В час пик движение по этой трассе может быть затруднено или вовсе парализовано.
На Дзержинском шоссе расположены 2 основные остановки общественного транспорта: «Силикат» (выход к жилому кварталу Силикат города Котельники и сети гипермаркетов «Мега Белая Дача») и «Ковровый комбинат».

## Транспорт
По Дзержинскому шоссе курсируют следующие маршруты общественного транспорта общего пользования:
- № 26 — Люберцы — Силикат;
- № 474 — Силикат — м. «Котельники»;
- № 27 — Люберцы — Белая Дача;
- № 475 — Белая Дача — м. «Котельники»;
- № 20 — Дзержинский — Люберцы;
- № 21 — Люберцы — Дзержинский;
- № 347 — Дзержинский — м. «Котельники».